# Francisco Huerta
Francisco Javier Huerta Franco (* 10. August 1947) ist ein ehemaliger mexikanischer Radrennfahrer.

## Sportliche Laufbahn
Huerta (auch Francisco-Javier Huerta) war im Straßenradsport aktiv und Teilnehmer der Olympischen Sommerspiele 1972 in München. Im olympischen Straßenrennen schied er aus. Im Mannschaftszeitfahren wurde der mexikanische Vierer mit Agustín Alcántara, Antonio Hernández, Francisco Huerta und Francisco Vázquez 25. des Rennens.
Er war auch Teilnehmer der Olympischen Sommerspiele 1976 in Montreal. Im Mannschaftszeitfahren kam das mexikanische Team mit José Castañeda, Rodolfo Vitela, Ceferino Estrada und Francisco Huerta auf den 18. Rang.
Bei den Panamerikanischen Spielen 1975 holte er die Goldmedaille im Mannschaftszeitfahren.
Huerta war auch im Bahnradsport aktiv. Bei den Panamerikanischen Spielen 1971 gewann er Bronze in der Einerverfolgung und 1975 Silber in der Einerverfolgung und Bronze in der Mannschaftsverfolgung. Bei den Zentralamerika- und Karibikspielen 1970 holte er eine Bronzemedaille in der Mannschaftsverfolgung. Im Amateurrennen der Straßenradsport-Weltmeisterschaften 1973 schied er aus.